# Until Death
Until Death (Quyết tử hay Đến phút cuối cùng) là một bộ phim hình sự - hành động - tâm lý Mỹ của đạo diễn Simon Fellows thực hiện vào năm 2007, phim có sự tham gia của nam diễn viên Jean-Claude Van Damme. Câu khẩu hiệu của phim là "Vengeance is his", có nghĩa là "Sự trả thù là anh ta".

## Nội dung
Cảnh sát chống ma túy Anthony Stowe của Sở Cảnh sát New Orleans là một kẻ nghiện heroin đang có cuộc sống tồi tệ. Anh đang cố gắng truy đuổi cộng sự cũ là Gabriel Callahan, người đã trở thành trùm ma túy trong thế giới ngầm của New Orleans.
Stowe làm hỏng một chiến dịch giăng bẫy Callahan, dẫn đến cái chết của nữ cảnh sát đồng nghiệp Maria Ronson, người có hôn phu là viên cảnh sát Van Huffel. Cảnh sát trưởng Mac Baylor đã khiển trách Stowe, người tỏ ra không quan tâm. Stowe được cảnh sát đồng nghiệp Walter Curry tiếp cận để xin giúp cháu trai ông ta thoát tội buôn ma túy; thay vào đó, anh giao Walter cho Baylor, người đã sa thải ông ta. Sau khi cố thủ trong nhà vệ sinh của đồn cảnh sát, Walter đối mặt với Stowe và trách móc anh.
Tối đó Stowe gặp người vợ không chung thủy của mình, Valerie, người nói với anh rằng cô đang mang thai, nhưng anh không phải là bố đứa bé. Valerie, người có cuộc hôn nhân sắp đổ vỡ với Stowe, đã hẹn hò với một người đàn ông tên là Mark Rossini, giáo viên thể dục tại trường học mà cô là hiệu trưởng. Nhưng anh ta cũng có thể không phải là bố đứa bé.
Điều duy nhất giữ Stowe không bị suy sụp hoàn toàn là sự quyết tâm truy đuổi Callahan. Nhưng một lần anh say rượu đã rơi vào cuộc phục kích do Callahan chủ mưu, và bị bắn vào đầu bởi Jimmy - cánh tay phải của Callahan. Stowe được phẫu thuật và rơi vào trạng thái hôn mê. Nhiều tháng sau, anh hồi phục và được đưa về nhà. Anh đã chống lại một kẻ giả dạng cảnh sát muốn ám sát mình.
Stowe muốn trở lại công việc nhưng Baylor từ chối vì đã phát hiện ra chứng nghiện heroin của anh. Anh quyết định trở thành một người tốt hơn và sửa chữa những sai lầm của mình. Anh làm hòa với vợ mình và đưa cho Walter một khoản tiền bảo hiểm. Cuối cùng, Stowe đến thăm mộ của người đồng nghiệp Serge, người đã từng cứu mạng anh nhưng đã bị tội phạm giết chết.
Valerie thu dọn đồ đạc để đi theo Mark, nhưng sau khi nhận ra Stowe đã thay đổi, cô quyết định rời xa Mark và trở về nhà. Ngay sau khi Valerie trở về và gặp thanh niên Chad Mansen, một số thuộc hạ của Callahan xuất hiện. Jimmy giết Chad và bắt cóc Valerie. Stowe trở về nhà và thấy xác Chad cùng với Jimmy đang đợi anh.
Jimmy đưa Stowe đến một nhà kho nơi Callahan đang đợi. Trên đường đi, Stowe khống chế Jimmy và lấy được súng của hắn, nhưng anh thấy Callahan đã bắt Valerie làm con tin. Van Huffel được tiết lộ là gián điệp của Callahan trong lực lượng cảnh sát, và chiến dịch giăng bẫy ở đầu phim đã được chúng biết trước. Walter đến và giúp đỡ Stowe. Cả hai giết tất cả thuộc hạ của Callahan, bao gồm cả Jimmy và Van Huffel, khi Callahan đưa Valerie ra chỗ máy bay trực thăng. Ngay khi Callahan và Valerie sắp lên chiếc trực thăng, Stowe đã bắn nhiều phát vào nó, khiến tên phi công sợ hãi cất cánh và Callahan không còn phương tiện tẩu thoát. Stowe và Callahan chĩa súng vào nhau ở cự ly gần. Hai phát súng vang lên và hai vỏ đạn được thấy rơi xuống. Màn hình tối đen.
Phim có hai kết thúc khác nhau:
- Kết thúc thứ nhất: Stowe vẫn còn sống sau phát súng. Sau này anh sống hạnh phúc bên Valerie và cô con gái nhỏ. Baylor cho phép Stowe trở lại công việc. Baylor cho Stowe xem một đoạn phim về cảnh Callahan hành quyết Ronson và một cảnh sát chìm khác trong chiến dịch bất thành ở đầu phim. Van Huffel, có mặt tại đó, đã đánh cắp camera của người cảnh sát đã chết để che giấu bằng chứng về sự dính líu của mình.
- Kết thúc thứ hai: Stowe đã chết sau phát súng. Nhiều năm sau, Valerie và cô con gái nhỏ đến nghĩa trang thăm mộ của anh. Trong cảnh hậu danh đề, đoạn phim Callahan hành quyết Ronson và người cảnh sát chìm được hiển thị.

## Diễn viên
- Jean-Claude Van Damme vai Anthony Stowe
- Selina Giles vai Valerie Stowe
- Gary Beadle vai Mac Baylor
- Stephen Rea vai Gabriel Callahan
- Stephen Lord vai Jimmy Medina
- Mark Dymond vai Mark Rossini
- William Ash vai Serge
- C. Gerod Harris vai Ross
- Wes Robinson vai Chad Mansen
- Adam Leese vai Van Huffel
- Trevor Cooper vai Walter Curry
- Rachel Grant vai Maria Ronson